# Splitter (Verlag)
Splitter Verlag ist der Name zweier deutscher Comicverlage mit Schwerpunkt auf frankobelgischen Comics. Eigentümerin des 2006 neugegründeten Verlags ist die Splitter GmbH & Co KG.

## Erste Verlagsgründung
Der (alte) Splitter Verlag wurde 1988 von dem Münchner Comichändler Jürgen Janetzki gegründet. Das Programm war anfangs vom frankobelgischen Comic geprägt, mit den Schwerpunkten Fantasy und Science-Fiction. Später wurden zahlreiche Titel des amerikanischen Image-Verlags übernommen. Nach Einstellung zahlreicher Serien beantragte der Verlag im Jahr 2000 das  Insolvenzverfahren. Neben den ersten deutschen Veröffentlichungen der Geschichten von Troll von Troy, bevor diese vom Carlsen-Verlag übernommen wurden, gehörten auch Heftreihen mit Vampirella, Witchblade oder The Darkness zu den „Zugpferden“ des Verlags.

## Zweite Verlagsgründung
Die von Dirk Schulz, Delia Wüllner-Schulz und Horst Gotta gegründete Splitter GmbH & Co KG sicherte sich 2006 die Rechte am etablierten Namen und gründete den Splitter-Verlag neu mit Sitz in Bielefeld. Mit der Geschäftsführerin Delia Wüllner-Schulz knüpfte der Verlag an die vorangegangene Verlagsstrategie an, vor allem Fantasy- und Science-Fiction-Comics aus dem französischen Sprachraum zu veröffentlichen. Seit Gründung hat der Splitter Verlag über 1.000 Comicalben veröffentlicht. Inzwischen wurde das Verlagsprogramm um andere Genres und Graphic Novels erweitert und umfasst auch Comicserien aus den USA und England. Außerdem verlegt Splitter regelmäßig deutsche Comics aus den Bereichen Fantasy und Science-Fiction, so z. B. Adaptionen von Die Zwerge von Markus Heitz oder Das Wolkenvolk von Kai Meyer. Das 2010 gegründete Imprint toonfish beinhaltet Humor- und Funny-Comics, speziell Comics aus dem Studio von Peyo wie Die Schlümpfe, Johann und Pfiffikus oder Benni Bärenstark.
Weitere populäre Comicreihen, die bei Splitter in deutscher Übersetzung erscheinen, sind unter anderem Die alten Knacker, Storm, Die Druiden, Thorgal, Percy Pickwick, James Bond (des englischen Verlags Dynamite Entertainment) sowie diverse Reihen von Christophe Arleston (Lanfeust von Troy) und Jeff Lemire.
Splitter verlegt fast alle Comics in Hardcover und legt besonderen Wert auf hochwertiges Papier und gute Farbqualität. Durch Nachauflagen vergriffener Titel wird der Großteil der Backlist ständig lieferbar gehalten. Im Zuge dessen gibt der Verlag regelmäßig Gesamtausgaben von in Deutschland komplett oder teilweise vergriffenen Comic-Klassikern heraus (Dan Cooper, Rick Master).
Im Dezember 2024 kündigte der Splitter-Verlag das Label Splitter Manga+ an, welches sich auf die Publikation asiatisch inspirierter Comics, wie etwa Webtoons, Manhua, Manwha und Euro-Manga fokussiert. Das Programm unter diesem Label startete im März 2025 und wurde auf der Leipziger Buchmesse vorgestellt. Zu den ersten Titeln gehört die Mangaserie Mein Nachbar Yokai.